# Ann, Myanmar
Ann är en kommun i Myanmar. Den ligger i regionen Rakhinestaten, i den sydvästra delen av landet.